# Vispa
La Vispa (in francese Viège) è un fiume del Canton Vallese in Svizzera.

## Percorso
Nasce dalla confluenza della Matter Vispa, che scorre nella valle Mattertal, e della Saaser Vispa, che scorre nella Valle di Saas, nei pressi di Stalden. I suoi principali affluenti sono la Rohrbach, la Breiterbach, la Riedbach e la Bächji.
Corre per la lunghezza di circa 9 km nella Valle della Vispa e si getta nel Rodano nei pressi di Visp.
Una parte delle acque del fiume sono captate per l'impianto della Grande Dixence.

## Voci correlate

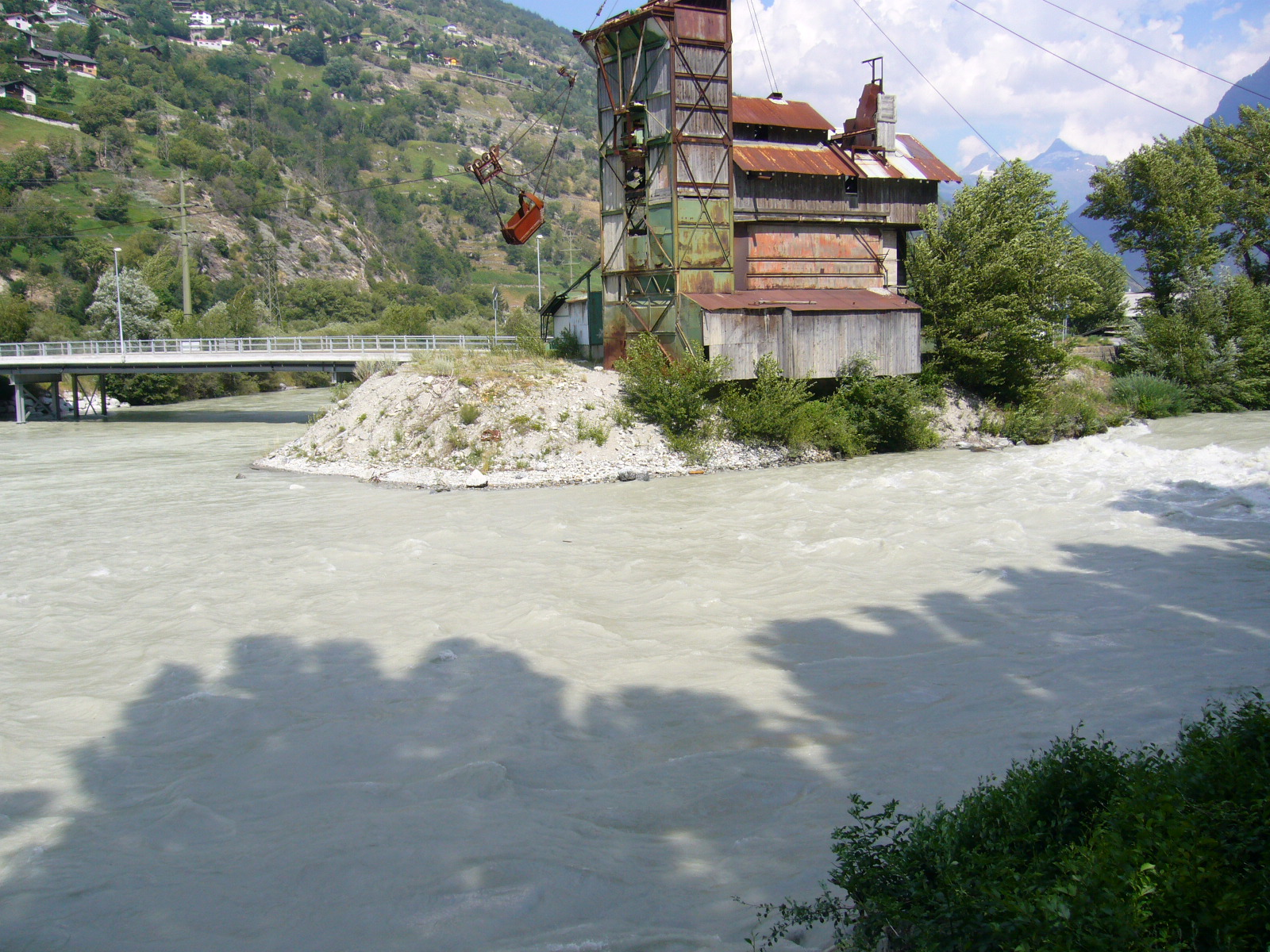
Confluenza del fiume Vispa con il Rodano.